# Piloseriopus
Piloseriopus là một chi rêu trong họ Hookeriaceae.